# مبارزان راه روشنایی
راهنمای رزم‌آور نور (به پرتقالی: Manual do Guerreiro da Luz) داستانی از نویسنده معاصر برزیلی، پائولو کوئلیو است.

این داستان به بیان ویژگی‌های انسانی در قالب یک شخصیت (رزم‌آور) می‌پردازد. پائولو کوئلیو این داستان را در سال ۱۹۹۷ منتشر کرد.

کتاب در سال ۱۳۸۸ با ترجمه آرش حجازی، توسط انتشارات کاروان، ناشر انحصاری این نویسنده در ایران به چاپ رسید.
بخشی از متن کتاب:
“مبارز راه روشنایی چون آب عمل می‌کند و در اطراف موانعی جریان می‌یابد که با آنها مواجه می‌شود، و گاه مقاومت به مفهوم نابودی است و او تسلیم شرایط شده و در اینجاست که قدرت آب نهفته است! هیچ چکش یا چاقویی قادر به نابودی آن نیست، و قوی‌ترین شمشیرها از خراش دادنش عاجز است.”